# Ewangelicki dom modlitwy w Orlinie Dużej
Dom modlitwy w Orlinie Dużej – dawny ewangelicki dom modlitwy zlokalizowany w Orlinie Dużej (gmina Gizałki). Obecnie nieużywany do celów kultu religijnego.
Kaplicę z rudy darniowej (popularnego materiału budulcowego na terenach Puszczy Pyzdrskiej) postawiono prawdopodobnie w 1924, o czym świadczy data na szczycie budynku, pod metalowym krzyżem. Wieś założył starosta Franciszek Stadnicki 5 maja 1784 dla osadników olęderskich. Koloniści otrzymali ziemię na terenach leśnych (do karczowania) i bagiennych (do osuszania). Budynek na rzucie prostokąta, czteroosiowy z niesymetrycznie umieszczonym wejściem. Mieścił także mieszkanie pastora (obecnie prywatne).
Około 50 metrów na północ, w lesie, znajduje się jeden z najlepiej zachowanych w Puszczy Pyzdrskiej cmentarzy ewangelickich, otoczony (rzadkość) murem z rudy darniowej. 

## Galeria

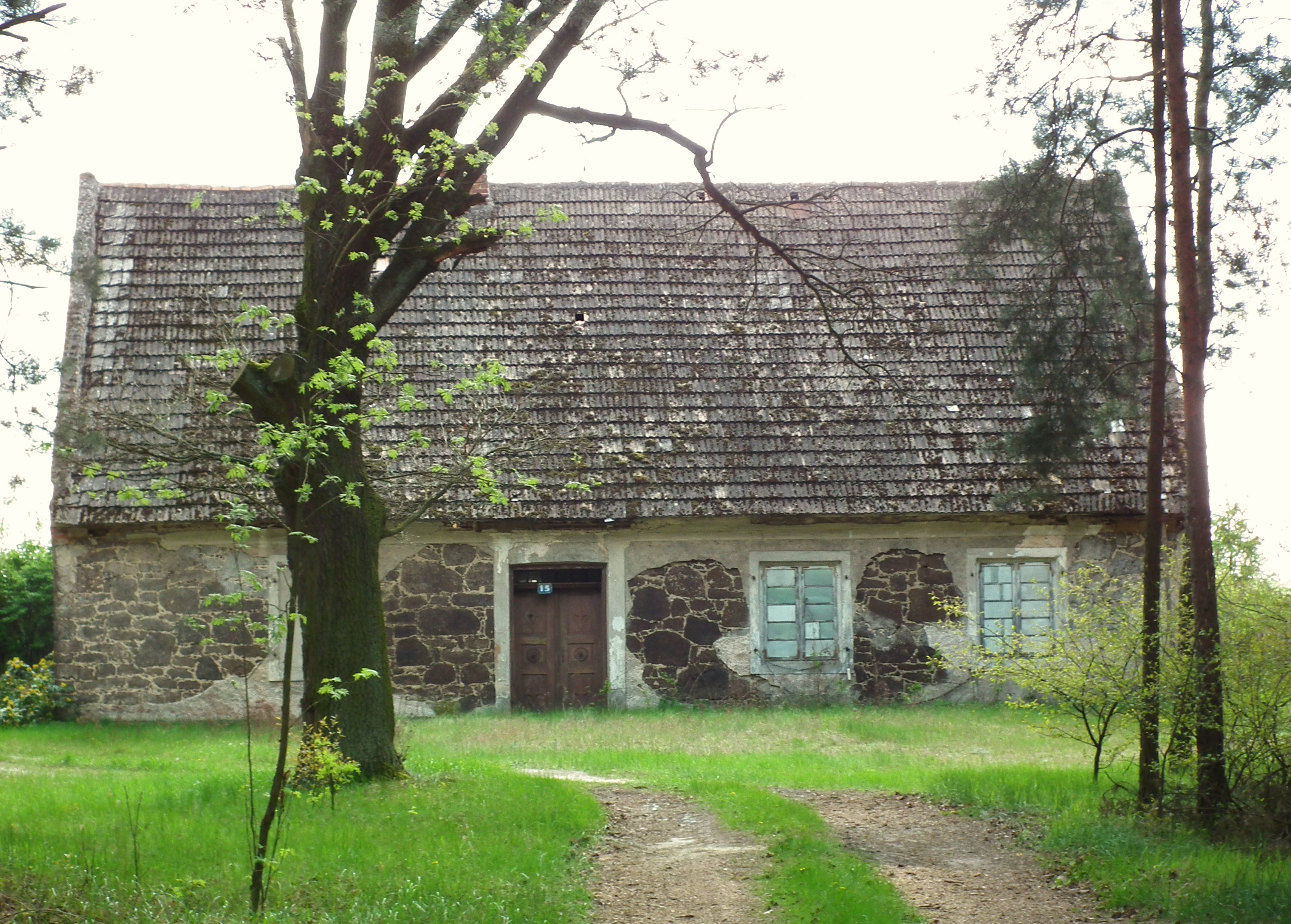
Elewacja północna
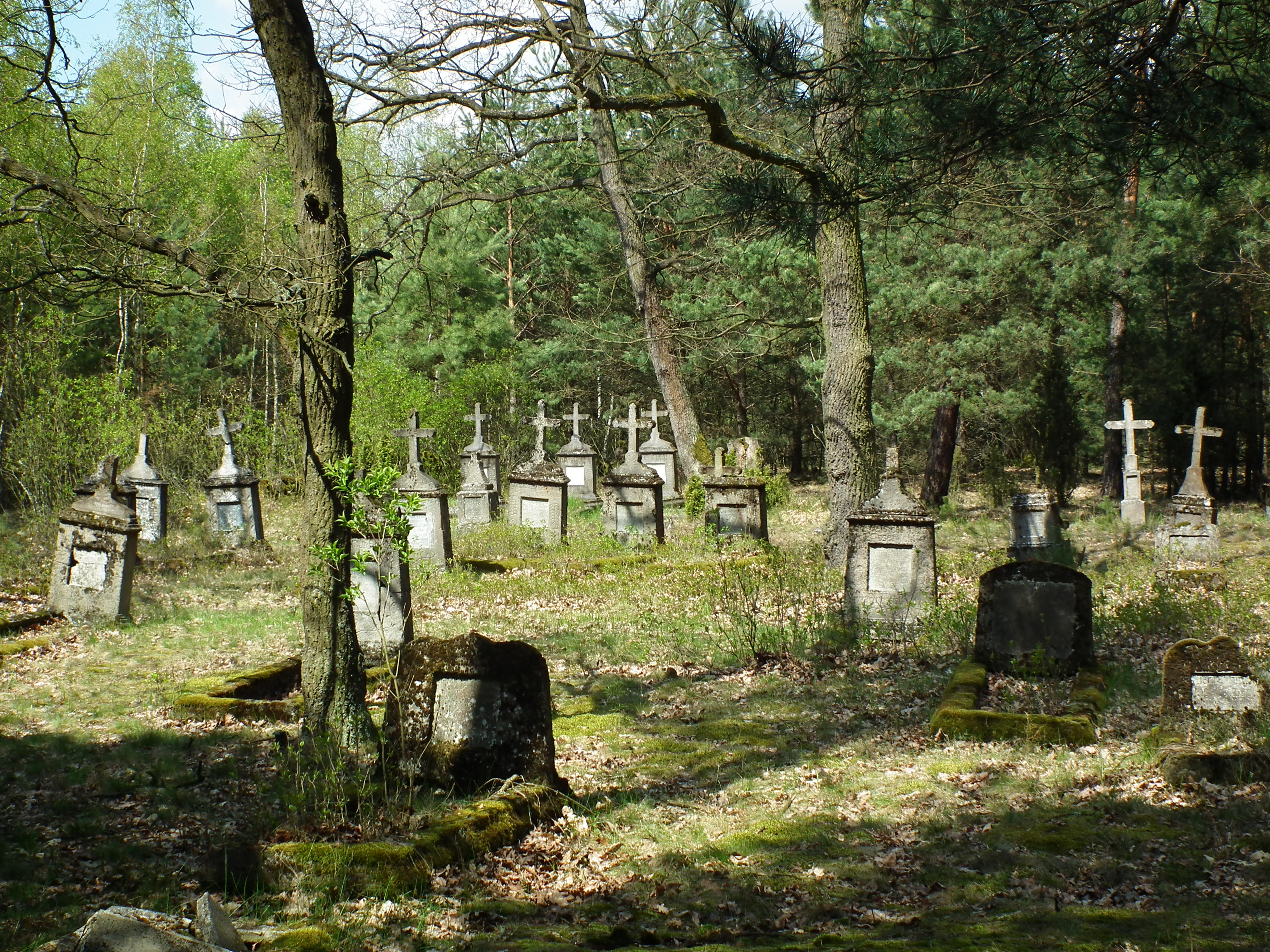
Cmentarz (fragment)
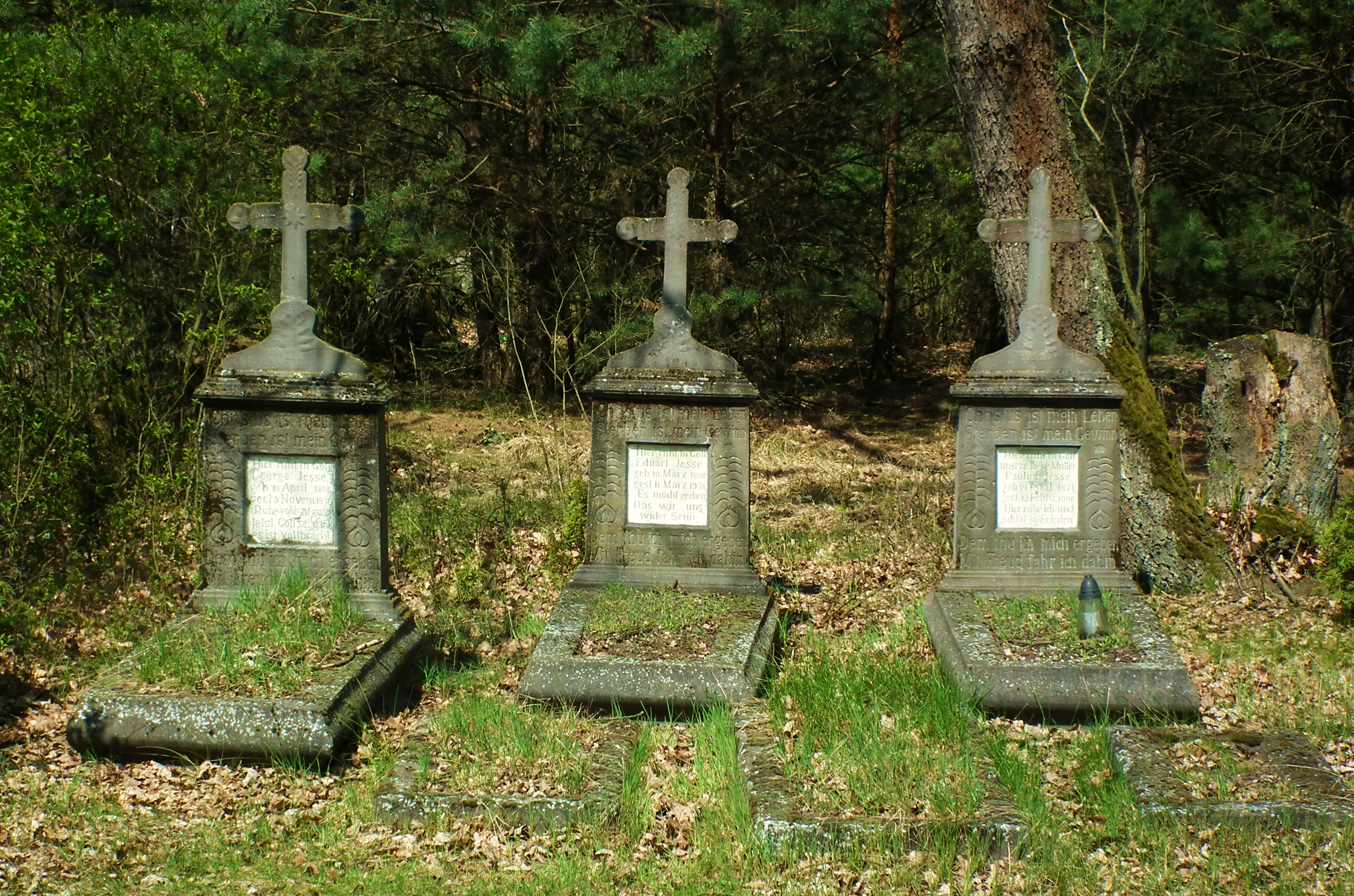
Groby rodziny Jesse